# ふり返れば同級生がいる!
『ふり返れば同級生がいる!』（ふりかえればどうきゅうせいがいる）は、読売テレビ制作・日本テレビ系列で2019年から毎年1月2日に放送されていた特別番組。MCは浜田雅功（ダウンタウン）と丸山隆平（関ジャニ∞）。
2021年からは、タイトルと番組内容を変更した後継番組『浜田が豪華ゲストと専門店で新春爆買いツアー!』が放送されている。

## 概要
本番組は、出演者の"同級生"である同い年の芸能人とトークを展開する番組。第1回はMCの浜田雅功の1963年と丸山隆平の1983年、第2回はゲストの広瀬アリスの1994年と西川貴教の1970年と梅沢富美男の1950年の同級生とトークを展開した。
第1回は出張スタジオ形式だったが、第2回は固定スタジオ形式となった。
2019年1月2日（水曜日）16:00 - 17:55（JST）に第1回が放送された。
2020年1月2日（木曜日）16:00 - 17:55（JST）に第2回が放送された。
2021年からは、MCが浜田と丸山で、制作局や日程・時間が全て本番組と同じの実質的な後継番組である『浜田が豪華ゲストと専門店で新春爆買いツアー!』が放送されている。

## 出演者
- 浜田雅功（ダウンタウン） - MC
- 丸山隆平（関ジャニ∞） - MC

## 放送リスト
第1回（2019年1月2日）
1963年生まれゲスト
- 勝村政信
- 南果歩
- 市川右團次
- 加藤雅也

1983年生まれゲスト
- 平野佳寿
- 横山だいすけ
- 小倉優子
- 潮田玲子
- 皆藤愛子

第2回（2020年1月2日）
1950年生まれゲスト
- 梅沢富美男
- 細川たかし
- 由美かおる
- 東尾修

1970年生まれゲスト
- 西川貴教
- 花田虎上
- 原田龍二
- 渡辺満里奈
- いとうあさこ

1994年生まれゲスト
- 広瀬アリス
- 犬飼貴丈
- 朝日奈央
- ヴァンゆん

## スタッフ
第2回（2020年1月2日放送分）
- 演出：中田三浩（b-DASH）
- ディレクター：町田美穂（b-DASH）、山本紗智子、檜垣和孝、野上貢、大平唯加（b-DASH）
- 構成：一文無隼人、藤本昌平、勝木友香
- CAM：永澤剛
- 音声：佐々木瑠美
- LT：平井治雄
- 編集：藤井竜也
- MA：土屋信
- 音効：磯川浩己
- 美術プロデューサー・デザイン：坪田幸之
- 美術コーディネーター：近藤純子、平山雄大
- 大道具製作：裏隠居徹
- 大道具操作：大坪信昭
- アクリル装飾：石橋誉礼
- 装飾：渚華
- 建具：岸久雄
- モニター：馬塲俊朗
- メイク：office MAKISE（浜田雅功担当）
- スタイリスト：利光英治郎（浜田雅功担当）
- タイトル：森三平
- スタッフ協力：ビーダッシュ／スウィッシュ・ジャパン、プログレッソ、フジアール、HIBINO、glow、ytv Nextry、テクノマックス、ビーオネスト
- 衣装協力：CRICKET INC.、psycho bunny
- 写真提供：PIXTA、ゲッティ
- 映像提供：日本テレビ
- 宣伝：西川章洋（読売テレビ）
- 制作デスク：宮代さつき（読売テレビ）、森本美咲（b-DASH）
- 制作スタッフ：谷口諒、山田佳樹、濱崎誠也、阿武茉奈美、山田彩矢、有馬千夏、田中俊大、前田明日華
- アシスタントプロデューサー：高橋寿菜（b-DASH）、南麻結（b-DASH）
- キャスティング：田村力（BE-HONEST）
- 制作協力：吉本興業／ジャニーズ事務所（※表記無し）
- プロデューサー：長江康裕（吉本興業）、林敏博（b-DASH）、永田浩子（b-DASH）
- チーフプロデューサー：勝田恒次（読売テレビ）
- 制作著作：読売テレビ

### 過去のスタッフ
- 構成：中野俊成、小杉四駆郎
- CAM：中澤宏、三村友昭、平井雅司
- 音声：徳島聡志
- 車両コーディネート：伊藤健一郎
- イラスト：鴻
- スタッフ協力：よしもとブロードエンタテインメント、イングス
- 撮影協力：ザ・リュクス銀座
- 宣伝：加藤崇（読売テレビ）
- 制作デスク：中野英美（b-DASH）、岡田理絵子（b-DASH）
- 制作スタッフ：横山万悠子
- アシスタントプロデューサー：小松航（吉本興業）
- プロデューサー：田井中皓介（吉本興業）